# Milánó–Monza-vasútvonal
A Milánó–Monza-vasútvonal egy 13 km hosszú, normál nyomtávolságú vasútvonal Olaszországban, Milánó és Monza között. A vonal 3000 V egyenárammal villamosított. Ez a vonal volt Olaszország második vasútvonala.